# Eucosmomorpha
Eucosmomorpha is een geslacht van vlinders van de familie bladrollers (Tortricidae), uit de onderfamilie Olethreutinae.

## Soorten
- E. albersana

Roetvlekbladroller (Hübner, 1813)
- E. multicolor Kuznetsov, 1964